# Filipovo, Blagoevgrad
Filipovo (în bulgară Филипово) este un sat în partea de sud-vest a Bulgariei, în regiunea Blagoevgrad. Aparține administrativ de comuna Bansko.  La recensământul din 2011 avea o populație de 615 locuitori.

## Demografie
Componența etnică a satului Filipovo
     Turci (1,62%)
     Bulgari (89,91%)
     Nicio identificare (8,45%)
     Altele (0,65%)
La recensământul din 2011, populația satului Filipovo era de 615 locuitori. Din punct de vedere etnic, majoritatea locuitorilor (89,91%) erau bulgari, cu o minoritate de turci (1,62%). Pentru 8,45% din locuitori nu este cunoscută apartenența etnică.